# Bécsi Szépművészeti Múzeum
A bécsi Szépművészeti Múzeum (németül: Kunsthistorisches Museum) Ausztria legnagyobb gyűjteményével rendelkező és leglátogatottabb képzőművészeti múzeuma Bécsben. Gyűjteményével a világ egyik legjelentősebb műgyűjteményei közé tartozik. Vele szemben található a Természettudományi Múzeum, ami építészeti tükörképe is. Az épület Carl von Hasenauer és Gottfried Semper tervei alapján készült 1871 és 1891 között, megnyitására 1891. október 17-én került sor I. Ferenc József császár és király által.

## Története
Ferenc József császár 1881-ben új múzeumok alapítására szánta el magát, ekkor kezdték építeni a Bécsi Természettudományi Múzeumot és a Bécsi Szépművészeti Múzeumot. A Habsburg-ház hódításaiból származó felbecsülhetetlen értékű kincseket kívánták elhelyezni a létesítményekben. Az építési munkálatokkal a császár két neves építészt bízott meg. A német Gottfried Sempert, valamint az osztrák és egyben bécsi születésű Carl von Hasenauert, akinek a tehetségét számos épület hirdeti Ausztriában. Kezdettől személyi különbségek voltak köztük. Sempernek az volt pl. a terve, hogy az épület egy „császári fórum”-hoz hasonló nagy épületegyüttes legyen, ebben lettek volna részben a múzeumok. Ez végül nem így valósult meg. 1877-ben Hasenauer átvette az építés vezetését, Semper pedig meghalt 1879-ben. Az építkezés 1871–1881 között zajlott, 1891-ben a múzeumot megnyitották a nagyközönség előtt is.
Átadását követően Európa meghatározó múzeumává lépett elő. Ez volt ugyanis az első, eleve múzeumi célokra emelt épület.

## Gyűjteménye

### Állandó kiállítás
Egyiptomi és Közel-keleti gyűjtemény
Az itt található kollekció az egyik legnagyobb a világon, mindegy 12 000 tárgyat tartanak számon. A egyiptomi tárlat darabjai a korai dinasztiák időszakából származnak, és közel négyezer évesek. A gyűjteményt négy különböző részre osztották. A temetkezési részen szarkofágok és múmiák láthatóak. A másik három terem az egyiptomi történelemmel, írástudománnyal valamit művészettel, elsődlegesen szobrokkal foglalkozik. Láthatunk korabeli tárgyakat is, többek között ruhákat vagy éppen kozmetikai cikkeket. A múzeum meghatározó közel-keleti gyűjteményének jelentős része Mezopotámiából származik.
Ókori görög és római gyűjtemény
A tárlat 2500 állandó kiállítási tárggyal rendelkezik. A részleg gerincét a történelemkönyvekből jól ismert görög vázák, római szobrok, valamint ezen korokból származó ékszerek alkotják. Itt találhatjuk a nagyszentmiklósi kincs jelentős darabjait is, melyek a Partium területén kerültek elő. Ebbe a gyűjteménybe tartozik a 23 edényből álló avar étkészlet is, amelyet feltehetőleg a frank vagy a bolgár támadás idején ásták el. Ezek a gazdagon díszített korsók, kelyhek, tálkák valamint ivóedények némelyikén rovásírást és görög feliratokat is találhatunk.
Galéria
Az intézmény jelenlegi gyűjteménye a Habsburgok hódításai során megszerzett rendkívül értékes tárgyakból alakult. Ma már a világ egyik legmeghatározóbb műgyűjteménye. A kiállítás két részre különíthető el, így az egyik németalföldi festők művét őrzi, míg a másik részében dél-európai alkotók képeit láthatjuk. A galériában 16. századi velencei festményeket (Tiziano, Veronese, Tintoretto), 17. századi flamand alkotásokat (Peter Paul Rubens, Sir Anthony van Dyck), korai holland műveket (Jan van Eyck, Rogier van der Weyden) és német reneszánsz alkotásokat (Albrecht Dürer, Id. Lucas Cranach), de Id. Pieter Bruegel több kiemelkedő munkáját, Vermeer, Rembrandt, Raffaello, Caravaggio, Velázquez és az olasz barokk remekművei a termekben kényelmes kanapékról csodálhatók meg. 
Szobor és dekoratív művészetek gyűjteménye
Itt elsősorban reneszánsz és barokk alkotásokat láthatunk, de akadnak egészen különös tárgyak is. Ugyanis a hercegek és királyok egzotikus és ritka anyagokat gyűjtöttek, amelyeknek gyakran tulajdonítottak természetfeletti hatalmat, mint például drágaköveknek, strucctojásoknak, koralloknak vagy éppen cápafogaknak. Az ilyen típusú gyűjtemények érdekes tárgyairól készültek ezek a különleges műalkotások, egyedülállóan a világon.
Érmegyűjtemény
Ez az öt legnagyobb és legfontosabb érmegyűjtemény közül az egyik a világban. A három teremben mindegy 700 000 tárgy tekinthető meg. Az érmék mellett láthatunk papírpénzeket és medálokat egyaránt. Az első helyiségben főként érméket láthatunk, valamint megismerkedhetünk az érmegyártás történetével. A második teremben papírpénzek várják a látogatókat, míg a harmadikban egy különleges kiállítás tekinthető meg.

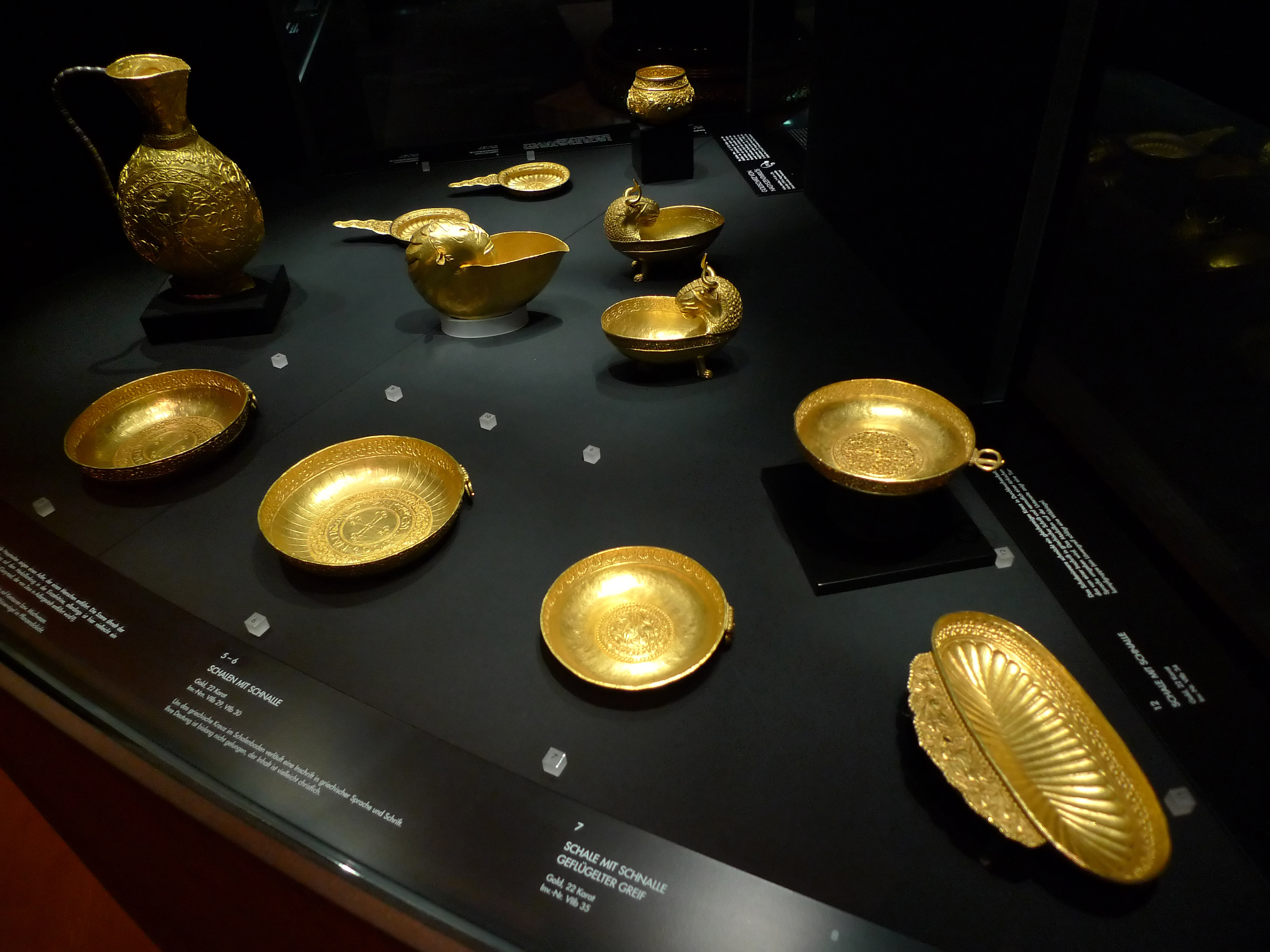
A kiállított nagyszentmiklósi kincs
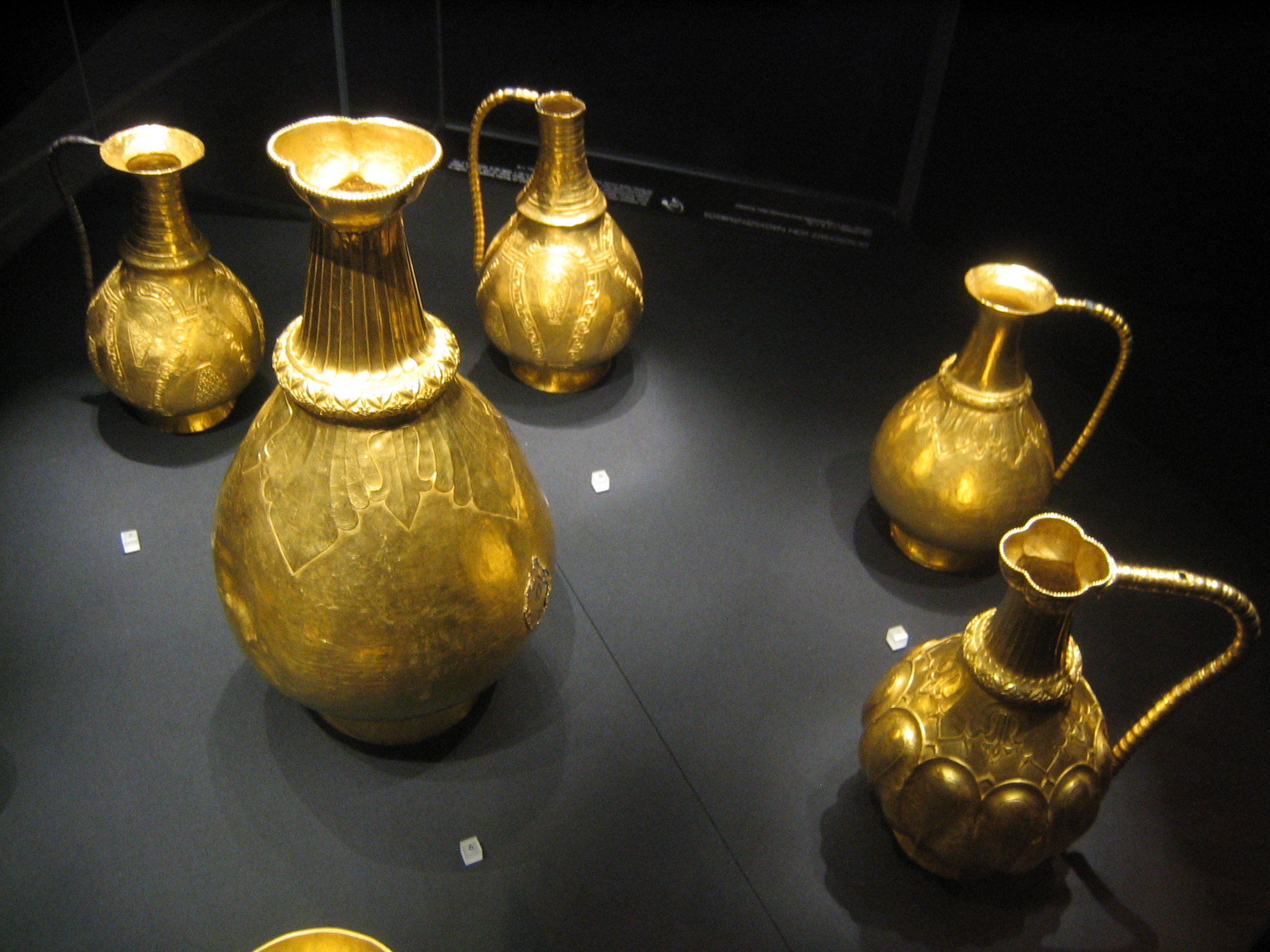
A nagyszentmiklósi kincs egyes darabjai
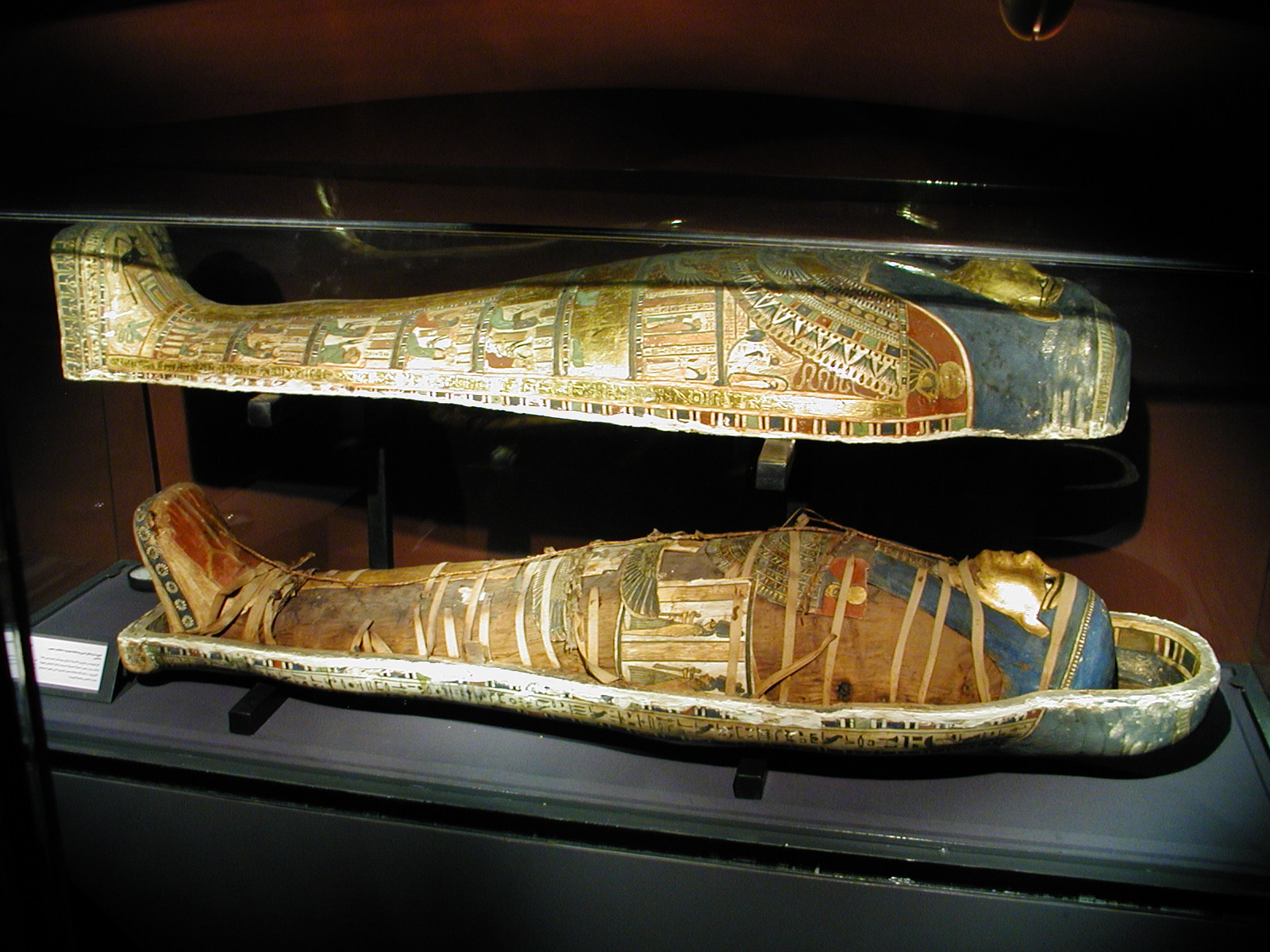
Ehhez hasonló díszes koporsók is megtekinthetők

### Időszakos kiállítás
A múzeumba látogatók időszakos kiállításokat is megtekinthetnek. Ezek a tárlatok is népszerűek az ide látogató turisták körében, hisz az intézmény jó kapcsolatainak köszönhetően képes a világ bármely tájáról különféle alkotások beszerzésére. 2010-ben Starke Kopfe alkotásai voltak láthatók június 1-től szeptember 9-ig.

## A múzeum művészei

### Németalföldiek

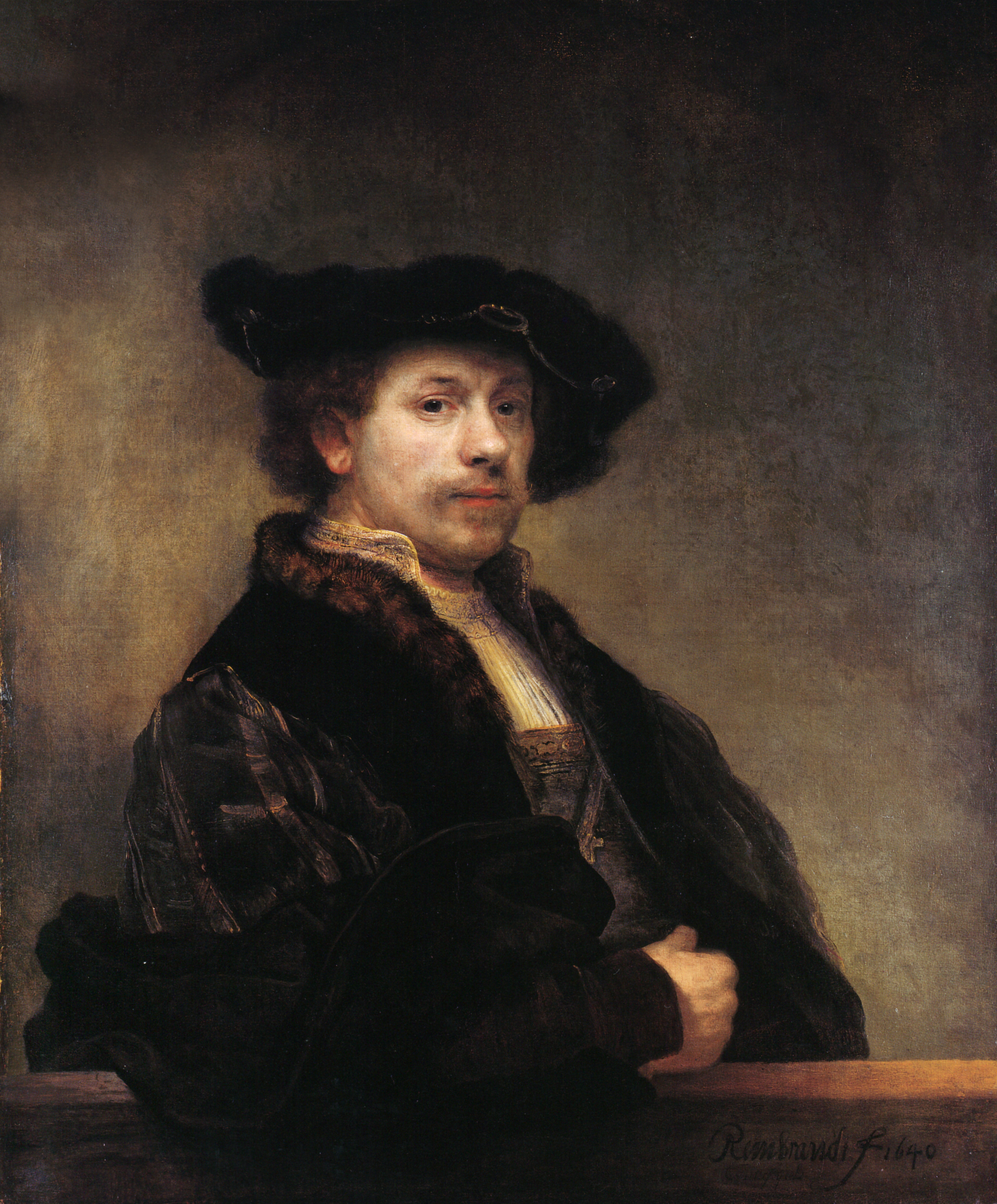
Rembrandt
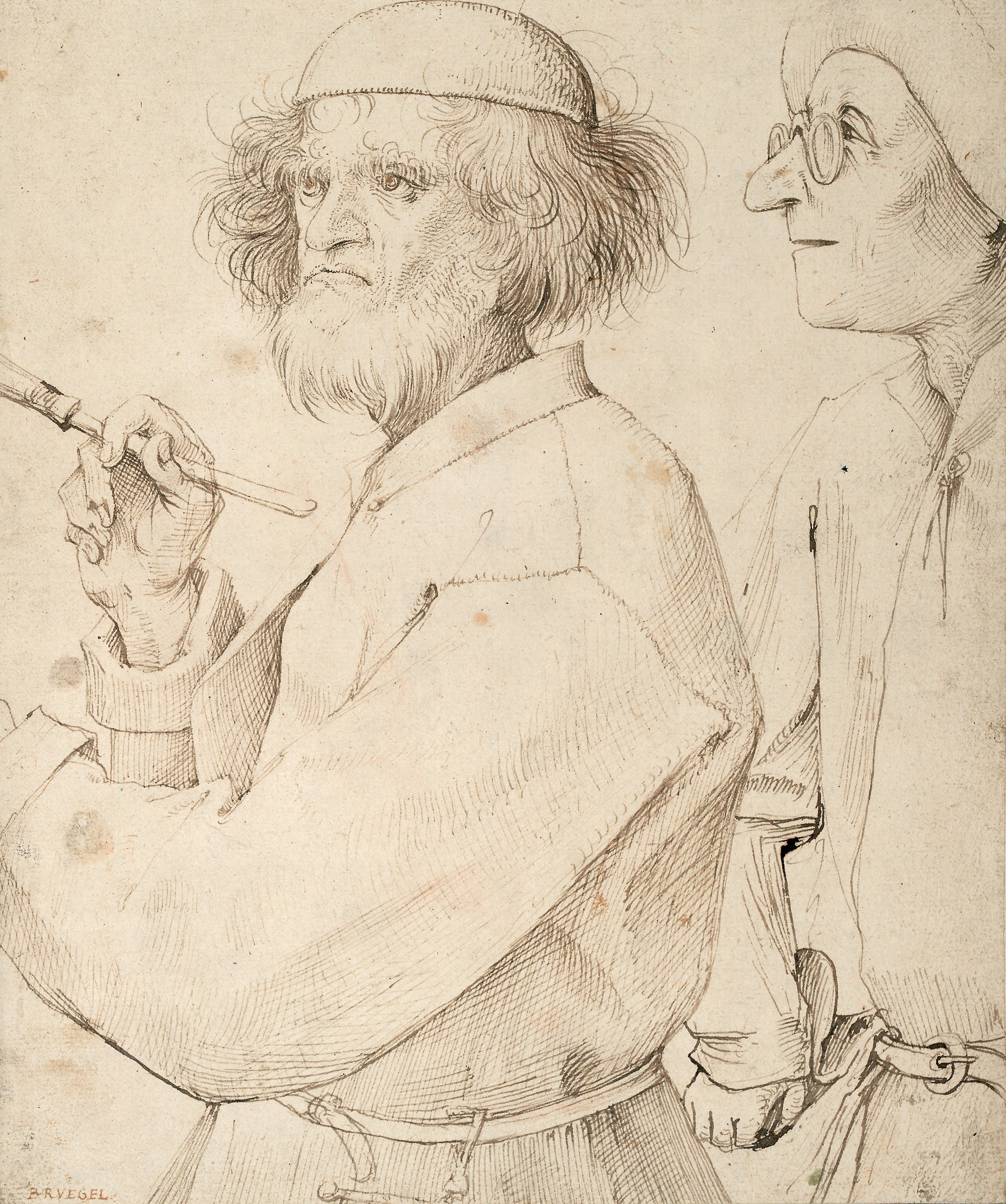
Id. Pieter Bruegel
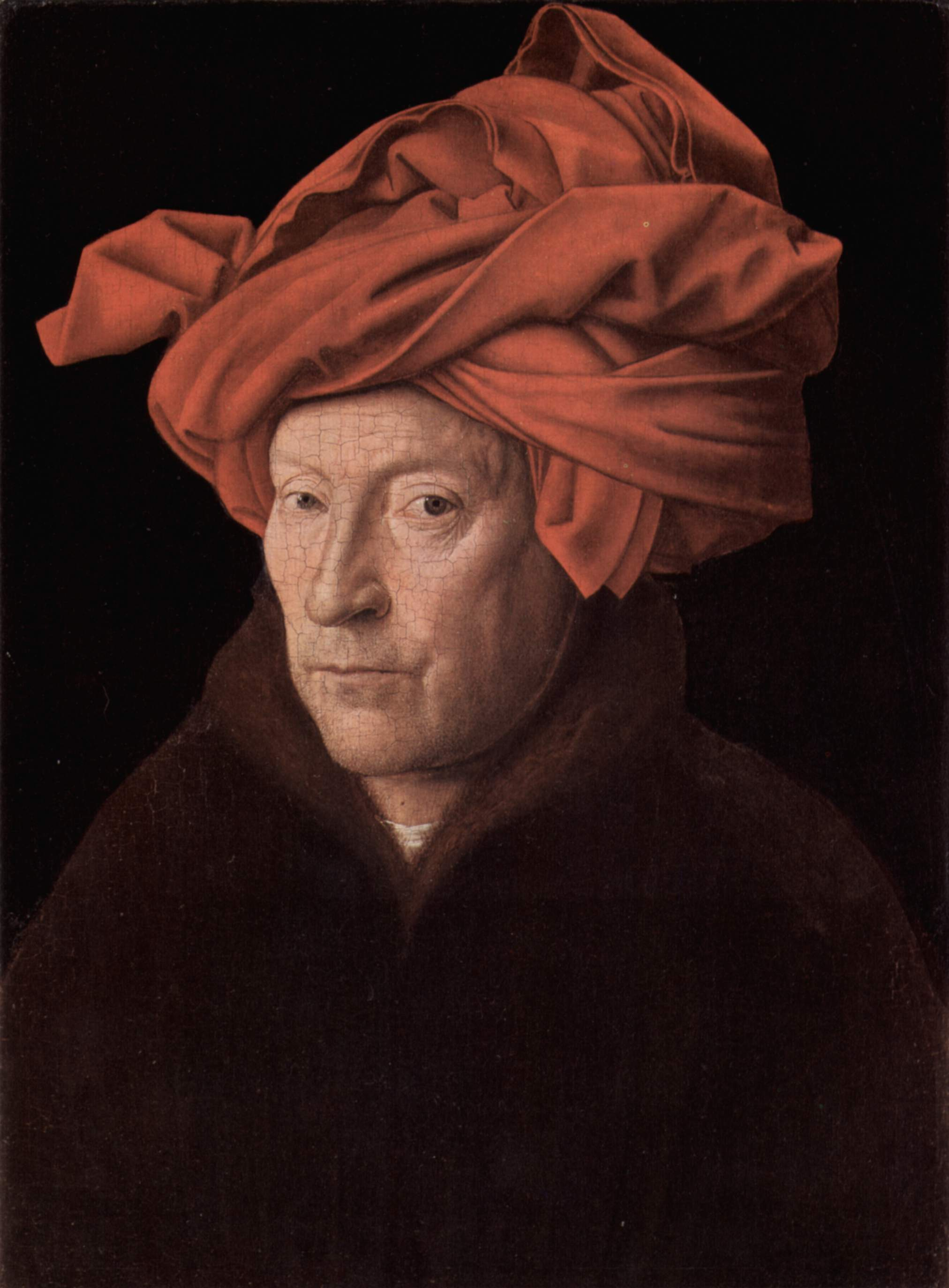
Jan van Eyck
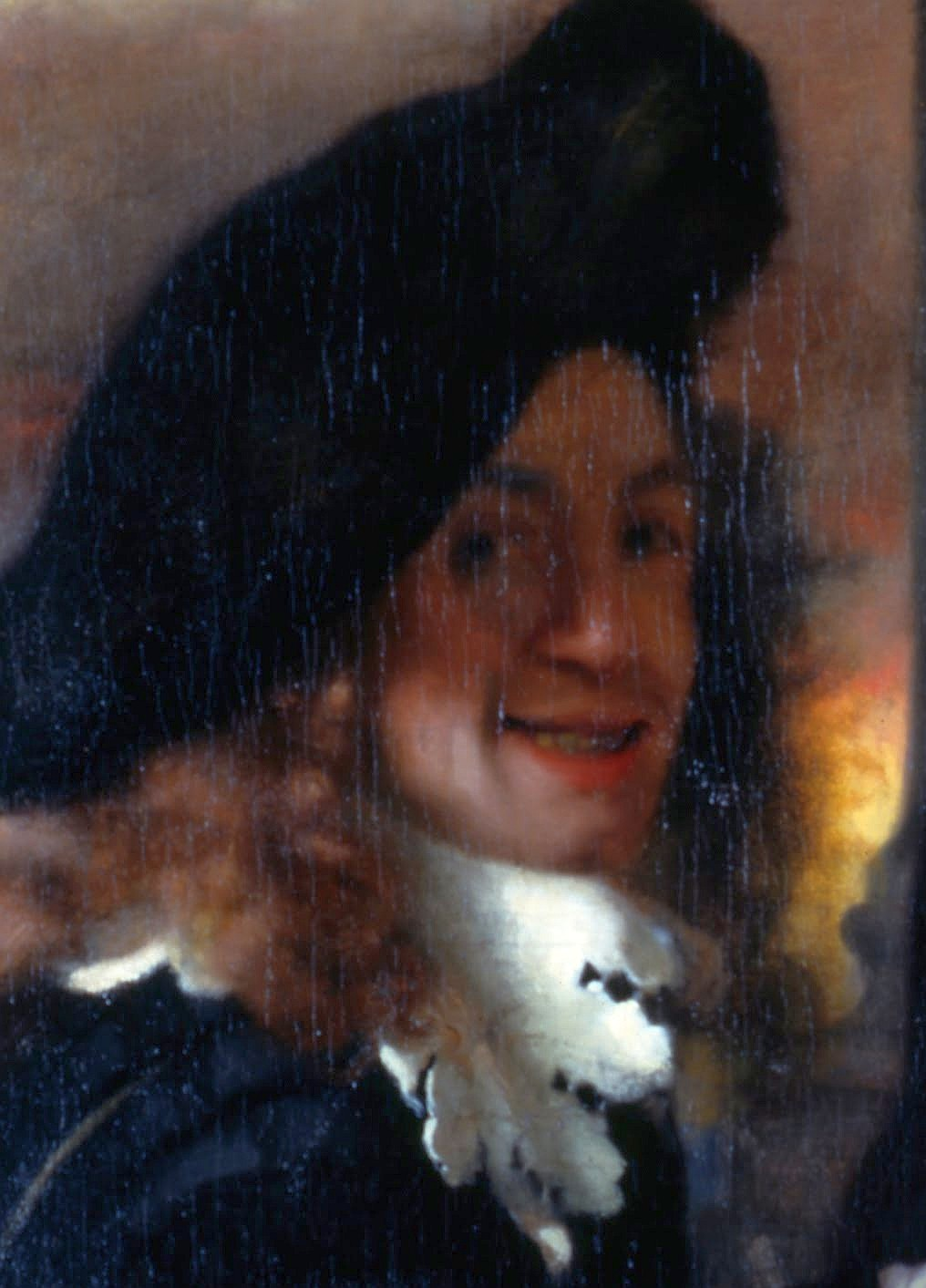
Jan Vermeer
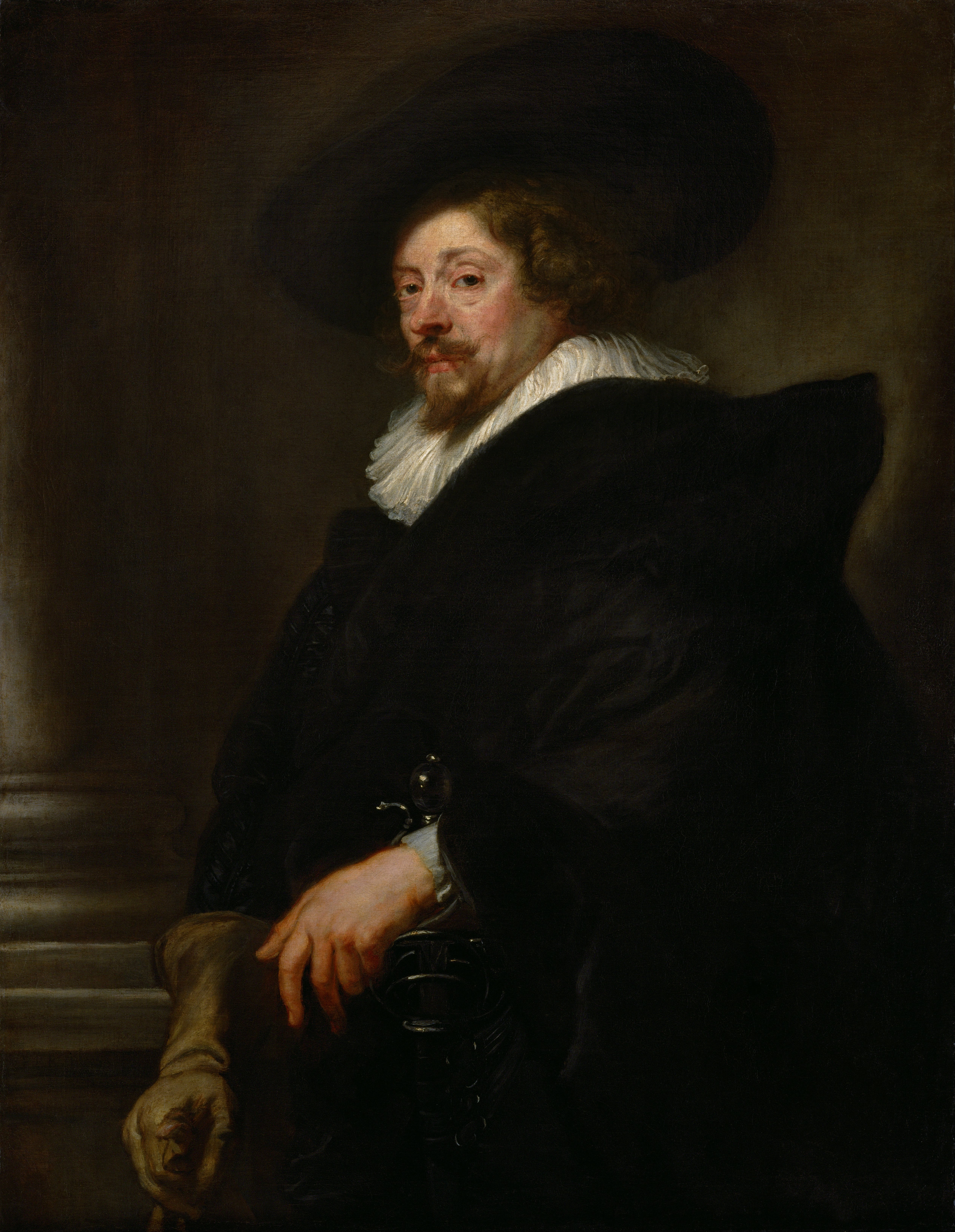
Peter Paul Rubens
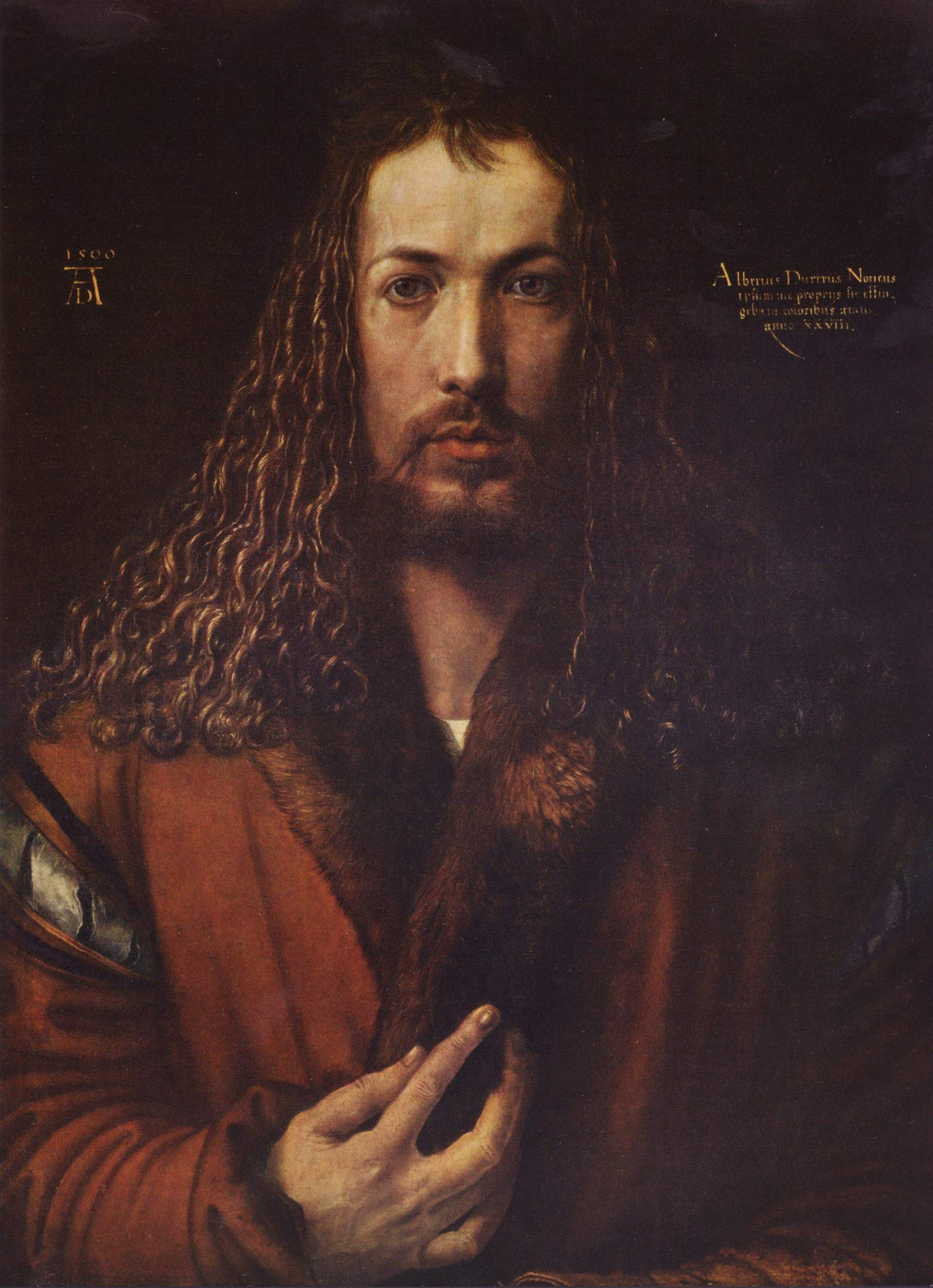
Albrecht Dürer
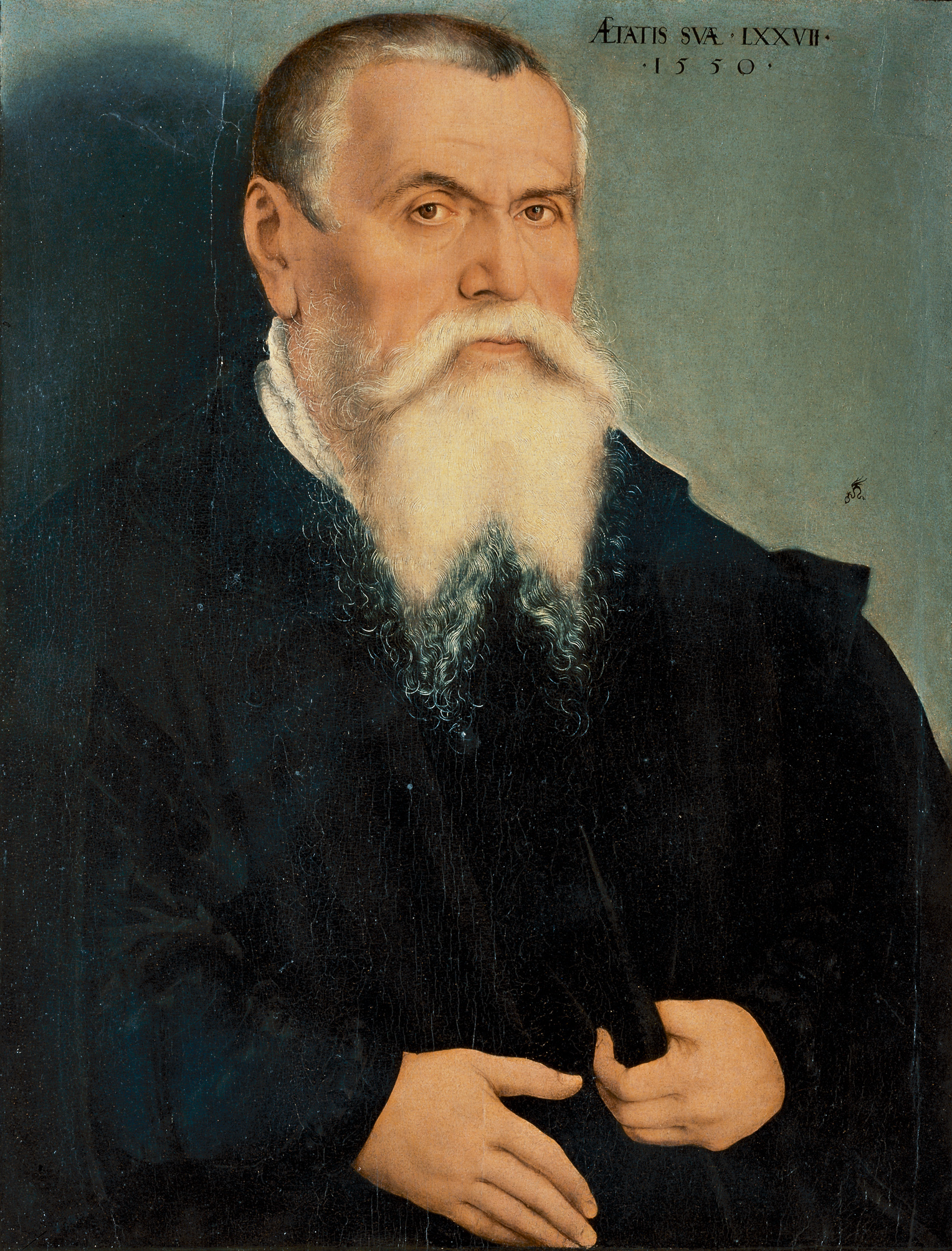
Id. Lucas Cranach
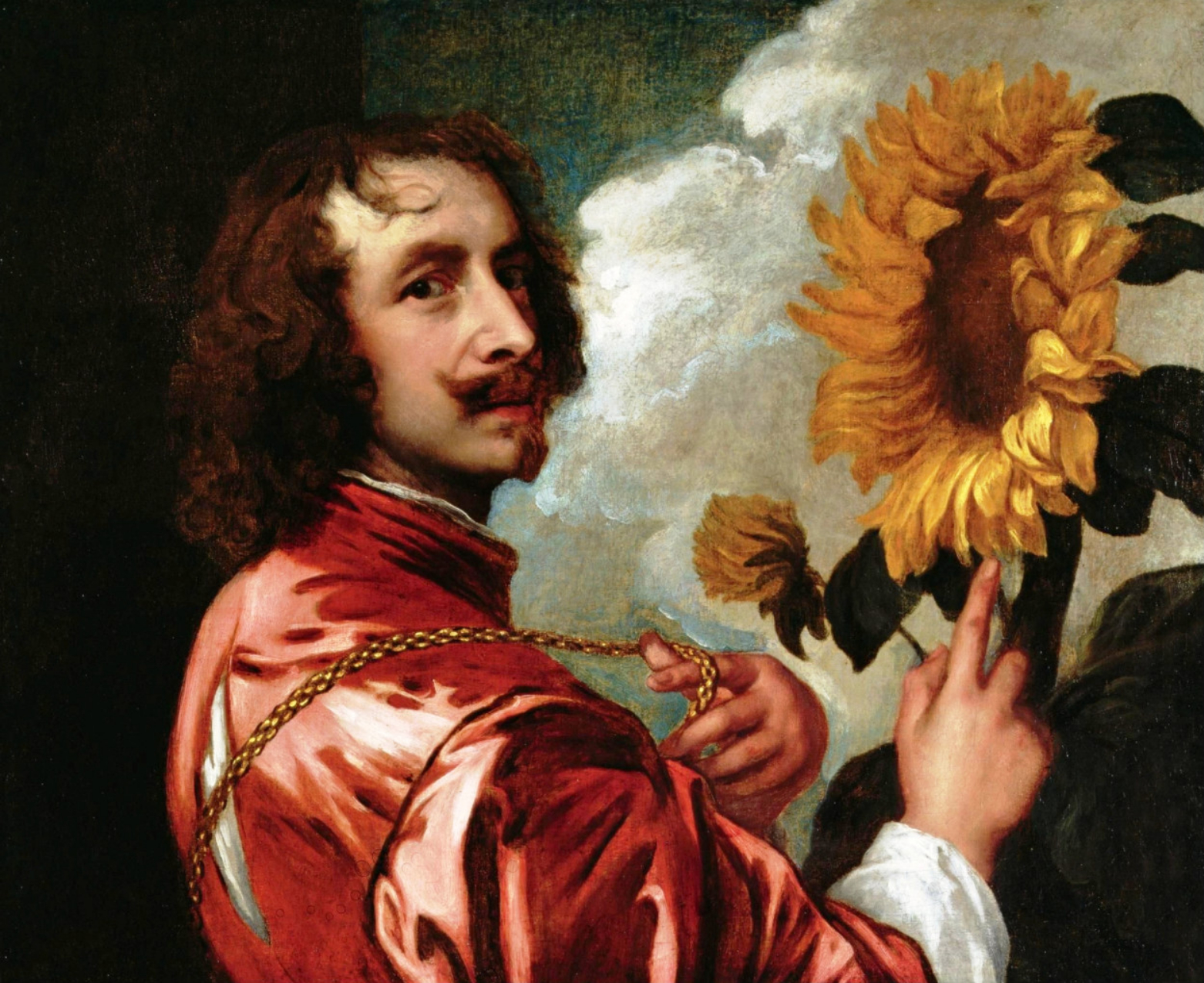
Anthony van Dyck
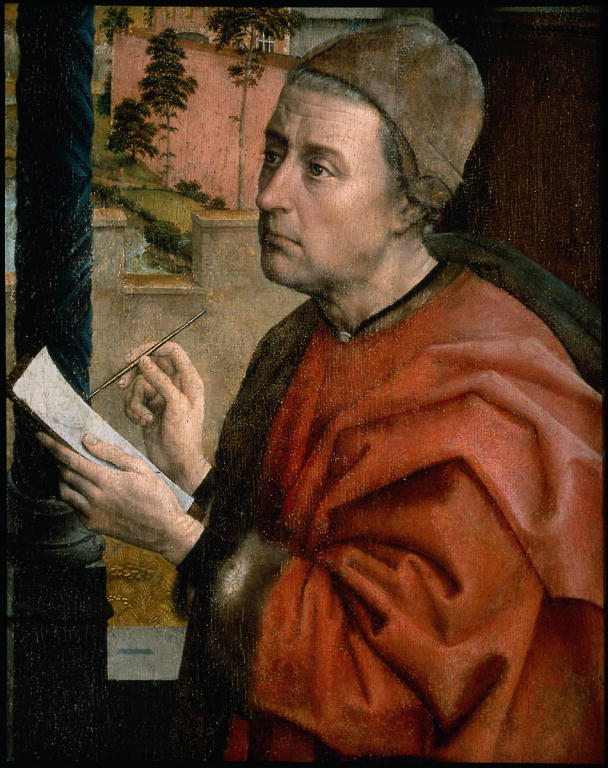
Rogier van der Weyden

### Dél-Európaiak

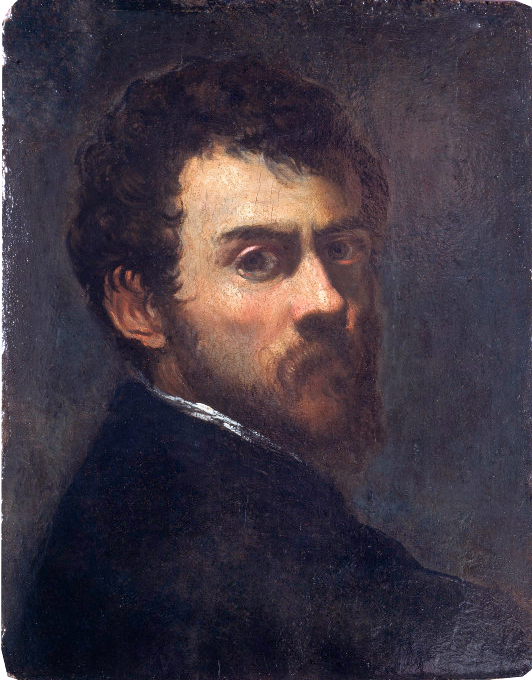
Jacopo Tintoretto: Önarckép
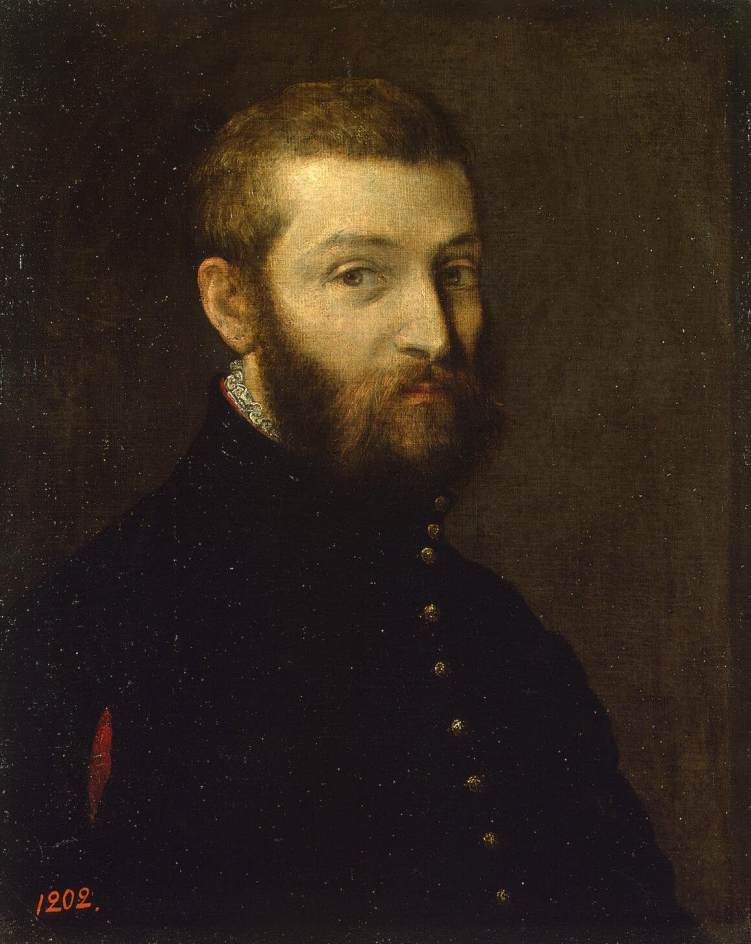
Paolo Veronese: Önarckép
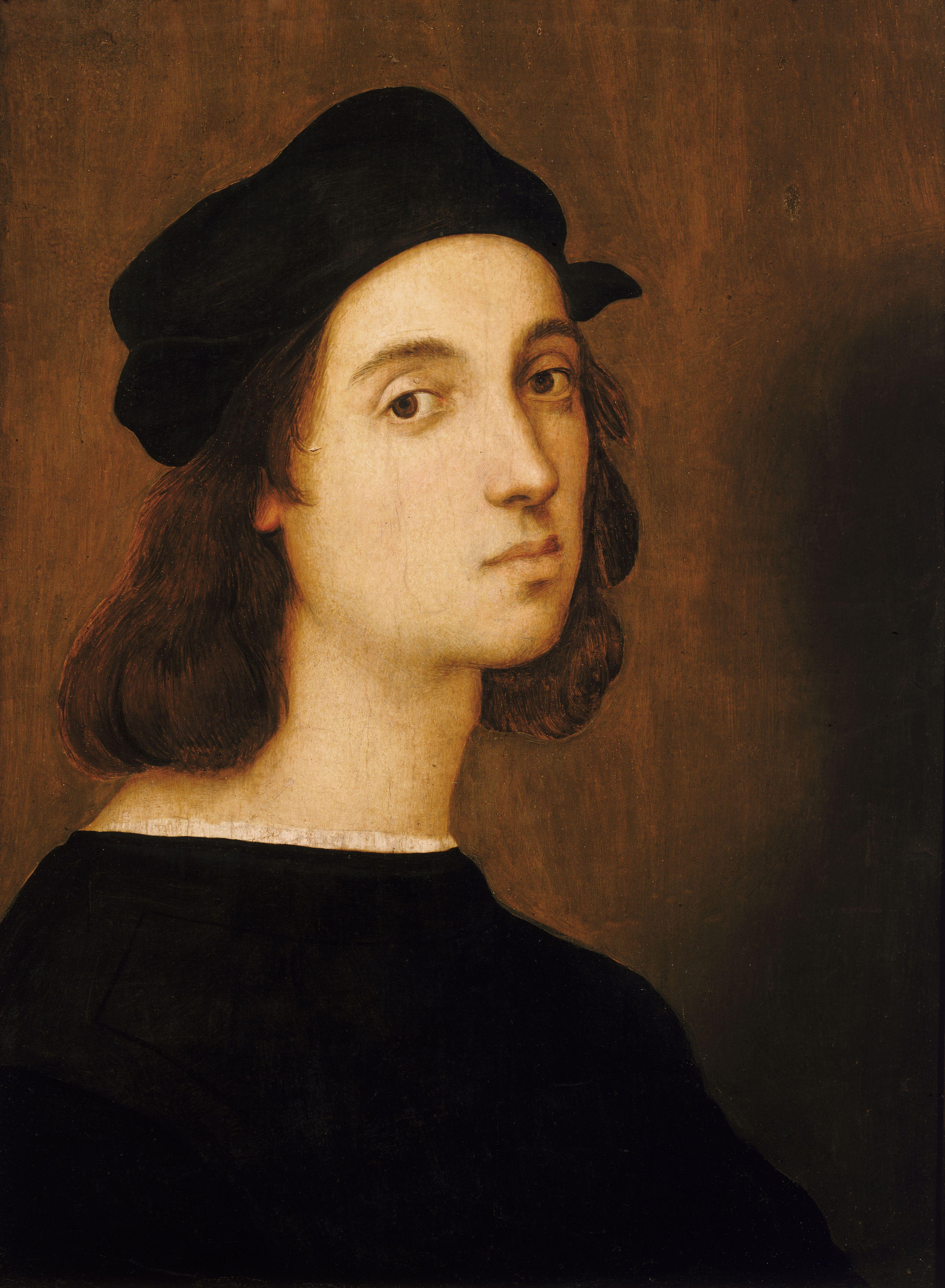
Raffaello Sanzio: Önarckép
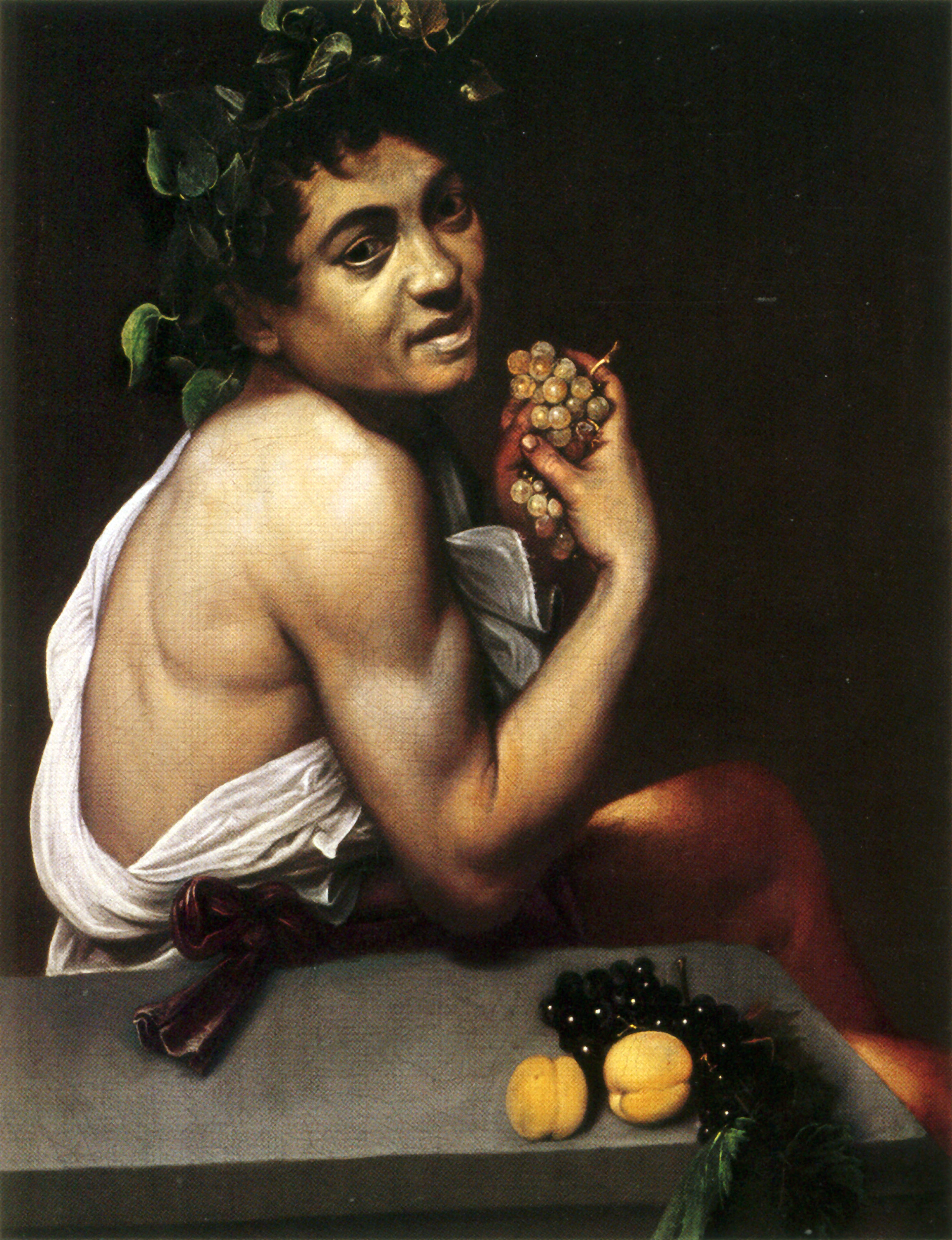
Caravaggio: Önarckép a fiatal Bacchusként
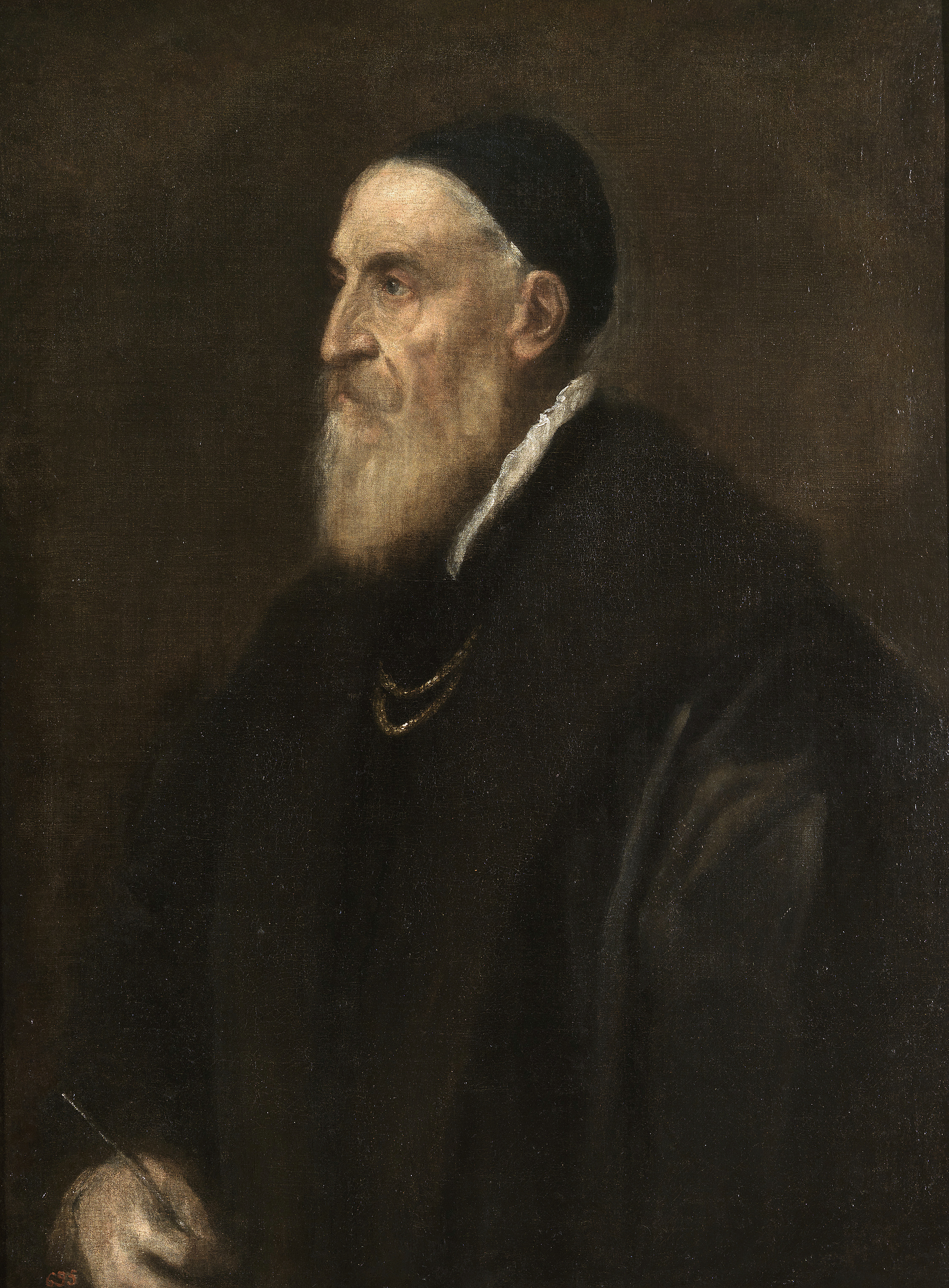
Tiziano Vecellio: Önarckép
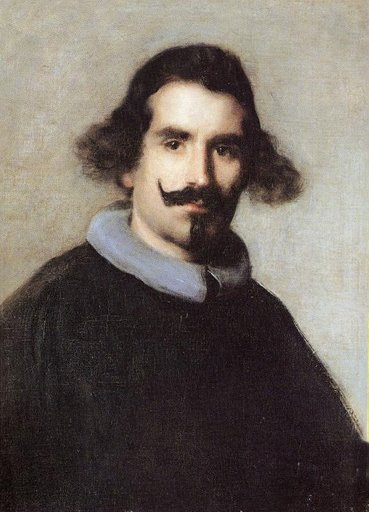
Diego Velázquez: Férfiportré

## Híresebb alkotások a múzeumban
| Alkotó            | Címe                                     | Keletkezése               |
| ----------------- | ---------------------------------------- | ------------------------- |
| Peter Paul Rubens | Angelica és a remete                     | 1630-as évek eleje        |
| Peter Paul Rubens | St. Ildefonso-oltár                      | 1630–1632                 |
| Peter Paul Rubens | Bundácska                                | 1635 után                 |
| Albrecht Dürer    | Fiatal velencei nő portréja              | 1505                      |
| Albrecht Dürer    | A Tízezrek mártíromsága                  | 1508                      |
| Albrecht Dürer    | A Szentháromság imádása                  | 1511                      |
| Albrecht Dürer    | Johann Kleberg portréja                  | 1526                      |
| Albrecht Dürer    | Madonna és a Gyermek                     | 1512                      |
| Tiziano Vecellio  | Izabella császárné arcképe               | 1534-1536                 |
| Tiziano Vecellio  | Ecce homo (Íme az ember)                 | 1543                      |
| Caravaggio        | A rózsafüzéres Madonna                   | 1606–1607                 |
| Caravaggio        | Dávid Góliát fejével                     | 1601–1602                 |
| Caravaggio        | Krisztus megkoronázása a töviskoszorúval |                           |
| Jacopo Tintoretto | Zsuzsanna és a vének                     |                           |
| Paolo Veronese    | Dávid felkenése                          | 1550-es évek második fele |
| Pieter Bruegel    | Farsang és böjt harca                    | 1559                      |
| Pieter Bruegel    | Bábel tornya építése                     | 1563                      |
| Pieter Bruegel    | Vadászok a hóban (Január)                | 1565                      |
| Pieter Bruegel    | Pál megtérése                            | 1567                      |
| Pieter Bruegel    | Parasztlakodalom                         | 1568                      |
| Pieter Bruegel    | Paraszttánc                              | 1568                      |
| Id. Lucas Cranach | Kálvária                                 | 1502                      |
| Lucas Cranach     | Bűnbánó Szent Jeromos                    | 1502                      |

## Az intézmény vezetői
| Vezető                 | Regnálása           |
| ---------------------- | ------------------- |
| Gustav Glück           | 1919–1923           |
| Hermann Julius Hermann | 1924–1933           |
| Arpad Weixlgärtner     | 1933                |
| Alfred Stix            | 1934–1938           |
| Fritz Dworschak        | 1938–1945           |
| August von Loehr       | 1945–1949           |
| Alfred Stix            | 1945–1949           |
| Hans Demel             | 1949–1950           |
| Karl Wisoko-Meytsky    | 1950                |
| Fritz Eichler          | 1951–1952           |
| Ernst H. Buschbeck     | 1953–1954           |
| Vinzenz Oberhammer     | 1955–1966           |
| Eduard Holzmair        | 1967                |
| Erwin Auer             | 1968–1972           |
| Friderike Klauner      | 1973–1981           |
| Hermann Fillitz        | 1982–1990           |
| Georg Kugler           | 1990                |
| Wilfried Seipel        | 1990–2008           |
| Sabine Haag            | 2009-től napjainkig |

## Érdekességek az épületről
- A lépcsőház mennyezetét díszítő freskó Munkácsy Mihály alkotása, mely a Képzőművészet dicsőítése címet viseli.
- Itt található a világ negyedik legnagyobb festménygyűjteménye, így csak olyan intézmények előzik meg, mint a New York-i Metropolitan Művészeti Múzeum.
- Az épület látható a cseh Illusion Softworks által készített Mafia: The City of Lost Heaven elnevezésű játékban, valamint itt játszódik a játékot lezáró küldetés.
- A festészet iránt igen aktívan érdeklődő Adolf Hitler is megtekintette már a gyűjteményt, de a Mein Kampfban leírtak alapján az épület külseje nagyobb hatást gyakorolt rá.